# Leptojulis chrysotaenia
Leptojulis chrysotaenia är en fiskart som beskrevs av Randall och Ferraris, 1981. Leptojulis chrysotaenia ingår i släktet Leptojulis och familjen läppfiskar. IUCN kategoriserar arten globalt som livskraftig. Inga underarter finns listade i Catalogue of Life.